# Magnus Myrström

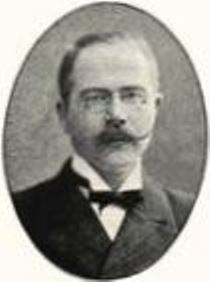
Magnus Myrström.

Sven Magnus Myrström, född 4 oktober 1865 i Almundsryds socken, Kronobergs län, död 9 december 1944 i Högalids församling, Stockholm, var en svensk tidningsman och högerman. 
Myrström, som var lantbrukarson, studerade vid Växjö läroverk, genomgick därefter folkhögskola och lantbrukskola. Han var medarbetare på stockholmspressen 1885–1890, blev redaktionssekreterare på den nystartade tidningen Norrlandsvännen i Härnösand 1890 samt redaktör för efterföljaren Ångermanlands Tidning 1892. Åren 1893–1899 var han redaktör för Westernorrlands Allehanda i samma stad, 1899–1906 för Kristianstads Läns Tidning i Kristianstad och 1906–1912 för Göteborgs Aftonblad (samt för sistnämnda tidnings halvveckoupplaga Svenska Folkbladet under samma period). Efter att en kort period ha varit redaktör för veckotidningen Utkiken i Göteborg blev han 1913 ägare och redaktör för Helsingen i Söderhamn, vilket han förblev fram till dess upphörande 1928.
Han invaldes i Söderhamns stadsfullmäktige 1916 och i stadens folkskolestyrelse 1919. År 1929 utgavs den av honom författade minnesskriften Söderhamns stads och sydöstra Hälsinglands sparbank 1854–1929.